# Marune: Alastor 933
Marune: Alastor 933 è un romanzo di fantascienza del 1975 di Jack Vance. È il secondo romanzo della trilogia dell'Ammasso di Alastor, un gruppo stellare collocato ai margini della Galassia e composto da trentamila stelle e tremila pianeti abitati. Tutti i mondi di Alastor sono retti dal Connatic: un sovrano che governa per mezzo della sua flotta spaziale - il Whelm - ma che ama soprattutto travestirsi da persona comune e scendere tra la folla per accertarsi in prima persona delle condizioni dei suoi sudditi.

## Trama
Pardero è un uomo colpito da amnesia e non ricorda nulla del proprio passato. Dopo molte ricerche e analisi, gli psicologi del Connatic deducono dalle sue abitudini e dal suo aspetto che il suo mondo natìo è Marune, un pianeta dell'ammasso illuminato da quattro soli. È qui che Pardero si recherà e scoprirà di appartenere all'austero popolo dei Rhune, di chiamarsi Efraim e di essere Kaiark (sovrano assoluto) del piccolo reame di Scharrode. Deciso a svelare l'identità del suo nemico, che gli ha cancellato la memoria, si scontrerà con le strane usanze del suo popolo, basate sull'illuminazione fornita dai quattro soli: in particolare durante il Mirk, quando tutti i soli tramontano nel cielo e cala la notte, gli uomini e le donne di Marune si lasciano andare a strani comportamenti.

## Edizioni
(elenco parziale)
- (EN) Jack Vance, Marune: Alastor 933, 1975.

- Jack Vance, Marune: Alastor 933, collana Cosmo collana di fantascienza, traduzione di Roberta Rambelli, n. 92, Milano, Editrice Nord, settembre 1979,  147.